# Hasroûn
Hasroûn (arabiska: حصرون) är en ort i Libanon.   Den ligger i guvernementet Mohafazat Liban-Nord, i den norra delen av landet, 60 kilometer nordost om huvudstaden Beirut. Hasroûn ligger 1 450 meter över havet och antalet invånare är 12 000.
Terrängen runt Hasroûn är kuperad åt sydväst, men åt nordost är den bergig. Närmaste större samhälle är Zghartā, 19,0 kilometer norr om Hasroûn. 
Trakten runt Hasroûn är ofruktbar med lite eller ingen växtlighet. Runt Hasroûn är det ganska tätbefolkat, med 80 invånare per kvadratkilometer.